# Abdullah Shah

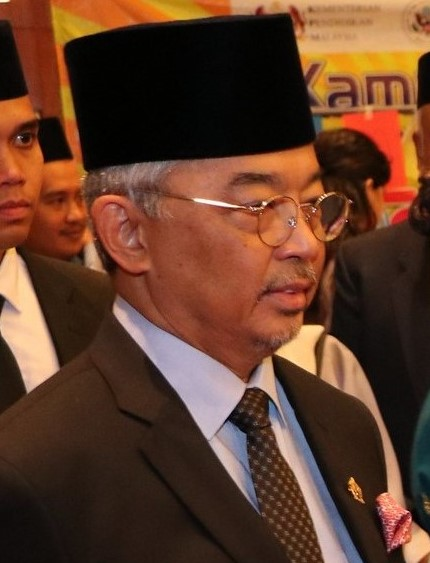
Abdullah Shah (2019)

Abdullah Shah, mit vollem Namen Sultan Abdullah Ri'ayatuddin Al-Mustafa Billah Shah ibni Sultan Haji Ahmad Shah Al-Musta'in Billah (Jawi السلطان عبدﷲ رعاية
الدين المصطفى بالله شاه ابن المرحوم سلطان حاج أحمد شاه المستعين بالله; * 30. Juli 1959 in Pekan, Malaysia), ist seit dem 15. Januar 2019 Herrscher des Sultanats Pahang und war vom 31. Januar 2019 bis zum 30. Januar 2024 als 16. Yang di-Pertuan Agong König von Malaysia.

## Herkunft und Jugend
Abdullah wurde als ältester Sohn Ahmad Shahs, des späteren Sultans von Pahang, geboren. Seine schulische Ausbildung erhielt er in Kuantan und danach in Großbritannien. Sein Vater wurde 1974 Sultan und Abdullah im folgenden Jahr zum Tengku Makhota, d. h. zum Erbprinzen ernannt. Während sein Vater 1979 bis 1984 als malaysischer König amtierte, fungierte Abdullah als Regent des Sultanats.

## Thronfolge in Pahang und König von Malaysia
Der malaysische König Muhammad V., Sultan von Kelantan, dankte zum 6. Januar 2019 ab. Malaysia ist eine Wahlmonarchie, deren Oberhaupt von den neun Herrschern der subnationalen Monarchien des Landes aus ihrer Mitte für fünf Jahre gewählt wird. Da seit der Unabhängigkeit des Landes 1957 nach einem rotierenden Prinzip vorgegangen wird, in dessen Folge die lokalen Herrscher nacheinander die Würde des Yang di-Pertuan Agong übernehmen, stand die Wahl des Sultans von Pahang an. Dieser, Ahmad Shah, war zu diesem Zeitpunkt 88 Jahre alt, durch Krankheit und Alter in der Ausübung seiner Amtsgeschäfte eingeschränkt und dankte am 15. Januar ab, da er aus Gesundheitsgründen weder das Amt des Sultans noch das des Königs wahrnehmen konnte. Abdullah wurde sein Nachfolger. Wenige Tage später wurde er auch zum König gewählt und am 31. Januar 2019 vereidigt.

## Familie
Abdullah ist mit zwei Frauen verheiratet, mit denen er insgesamt neun Kinder hat, darunter den Kronprinzen Hassanal (* 1995), der während der Amtszeit seines Vaters als König die Regentschaft in Pahang übernahm.